# Chiesa di Santa Maria (Odstock)
La chiesa di Santa Maria (in inglese St Mary's church), è la parrocchiale anglicana che si trova a Odstock, villaggio e parrocchia civile della contea del Wiltshire nel Sud Ovest dell'Inghilterra, Regno Unito. La storia del luogo di culto inizia attorno al XII secolo, rientra nella diocesi di Salisbury ed è considerato un monumento di seconda categoria per il suo particolare interesse storico e architettonico. La piccola chiesa è nota anche per la tomba di Joshua Scamp che si trova nel suo cimitero.

## Storia

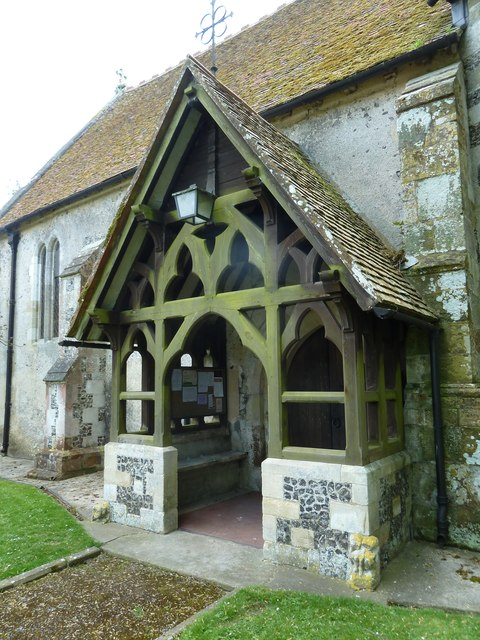
Portale di accesso laterale protetto dal portico ligneo

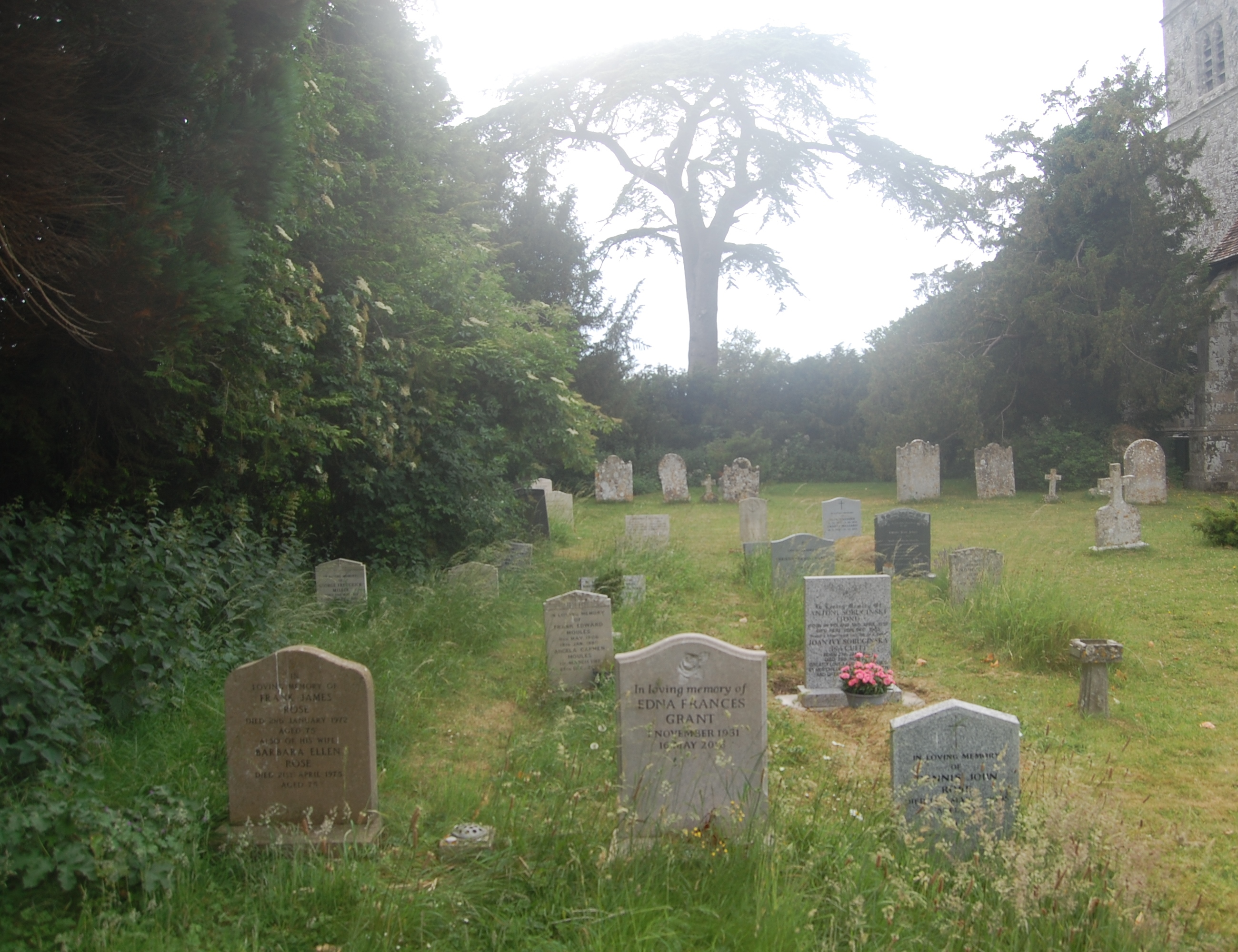
Cimitero della comunità attorno alla chiesa

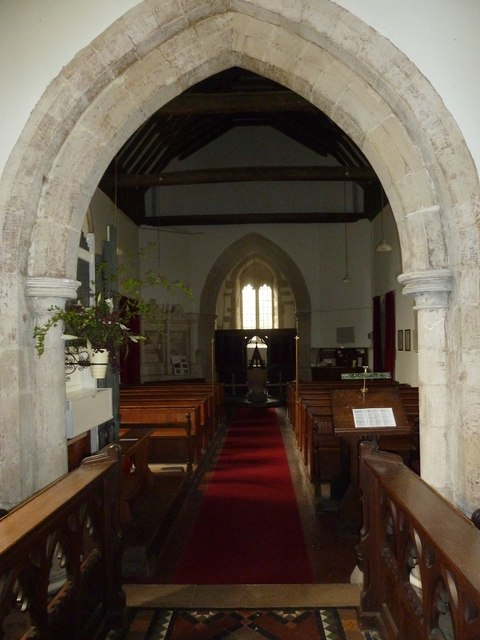
Interno della sala con l'arco presbiteriale

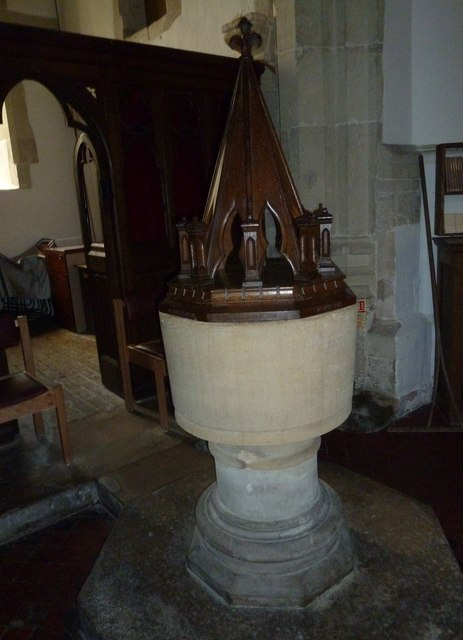
Fonte battesimale

Il villaggio di Odstock un tempo faceva parte della villa romano-britannica di Downton, si pensa che abbia preso il nome da Ode Stock ed è menzionato nel Domesday Book come in seguito di proprietà di Brictic, un nobile anziano dopo l'invasione normanna. La prima chiesa edificata sul sito risale almeno al XII secolo. L'elenco ufficiale dei suoi rettori, estratto dal registro diocesano, inizia dal 1297, ma potrebbero essercene stati molti prima di questa data. Il registro ecclesiastico di Odstock risale al 1538. L'elemento di maggior interesse storico è un promemoria redatto dal rettore nel 1644 al tempo della guerra civile inglese che afferma che le truppe realiste acquartierate a Odstock deturpano il registro scarabocchiando sulle sue pagine. Non si sa esattamente quando fu costruita la chiesa che ci è pervenuta anche se ci sono date incise nella pietra, la più antica delle quali riporta l'anno 1620. Il presbiterio fu completamente ricostruito negli anni settanta del XIX secolo. Un ex rettore, Phillip Miles, descrisse lo stato di degrado della chiesa quando vi arrivò nel 1869 e i tentativi che fece per restaurarla, molti dei quali pagò lui stesso.

## Descrizione
L'English Heritage ha inserito dal 23 marzo 1960 la chiesa di Santa Maria a Odstock tra gli edifici storici come monumento classificato di seconda categoria col numero 1023844. Il luogo di culto rientra nella diocesi di Salisbury.

### Esterni
Il luogo di culto si trova ad est dell'abitato di Odstock, villaggio e parrocchia civile nel Sud Ovest, Inghilterra, Regno Unito, sulla strada verso Nunton. L'edificio è di grandi dimensioni, costruito in selce e pietra calcarea, con la tozza torre campanaria posta a oriente che si conclude con una balaustra merlata. La torre si alza su tre piani e vi sono contrafforti alle sue estremità. Nella cella ci sono tre campane che possono essere suonate con qualche difficoltà a causa del deterioramento dei sostegni in legno ai quali sono appese. La copertura del tetto è in tegole. Il cimitero della comunità si trova attorno alla struttura e ospita, tra le altre, la tomba di Joshua Scamp.

### Tomba di Joshua Scamp
Joshua Scamp fu uno zingaro che venne ingiustamente accusato del furto di un cavallo e che non volle discolparsi per proteggere sua figlia e che quindi fu impiccato. Sull'episodio si sono in seguito create leggende che parla anche di maledizioni. Sembra che Joshua Scamp fosse uno zingaro che viveva occasionalmente a Yew Trees. Un cavallo fu rubato nel vicino villaggio di Steeple Ashton, e la sua giacca fu trovata nella stalla. Fu arrestato, processato ma non volle dire a nessuno di aver prestato quegli abiti a suo genero. Qualche tempo dopo si seppe che il genero, marito di sua figlia, a sua volta giustiziato a Winchester, confessò che suo suocero era innocente e che il colpevole era lui. Si dice che gli fu permesso di essere seppellito nel cimitero, cosa insolita per un criminale condannato, poiché tutti sapevano che era innocente. La sua tomba divenne un luogo di pellegrinaggio per zingari e viandanti per via del suo coraggio e del suo sacrificio. I suoi compagni zingari piantarono una siepe di rose attorno alla sua tomba e la visitavano nell'anniversario della sua esecuzione. L'evento divenne però un problema per alcune situazioni che occasionalmente vi si verificavano e alcuni fedeli distrussero la siepe e chiusero a chiave la chiesa. Quando arrivò l'anniversario successivo alla distruzione gli zingari lo scoprirono e la figlia di Joshua lanciò una maledizione su di loro. Alcuni di loro sembra che in seguito siano morti. Solo all'inizio del XXI secolo il vescovo di Ramsbury tenne una speciale funzione religiosa per spezzare la maledizione e ora in seguito sulla tomba di Joshua venne posto un cespuglio di rose.

### Interni
L'interno della navata conserva ancora tracce della sua costruzione originale, con lavori normanni in una delle finestre del presbiterio, archi Tudor, un fonte battesimale del XIII secolo e un pulpito elisabettiano in legno del XVI secolo che rappresenta il tesoro della chiesa, con pannelli intagliati con rose Tudor e calendule e che porta la data 1580. Il pulpito si trovava originariamente nella cappella della Manor House locale. Le pergamene in legno che lo decorano sono alla base del pulpito. La navata ha pareti intonacate e riceve luce da grandi finestre strombate. L'arco del presbiterio è a punta doppia smussata con semicolonne cilindriche e capitelli risalenti al XIII secolo. La copertura interna della navata e del presbiterio è in travi a vista e rinforzate. Il pavimento nel presbiterio è piastrellato e policromo. I banchi e gli stalli del coro sono vittoriani. I monumenti commemorativi e le lapidi nella sala sono numerosi e includono una tomba bassa con figura incisa sul coperchio. All'estremità occidentale della navata c'è un monumento del XVI secolo con colonne ioniche che sostengono un fregio e una cornice con pinnacoli e scudi araldici in rilievo. Sulla parete sud della navata, vicino all'organo a canne, c'è una tomba in una nicchia a baldacchino. Su di essa è incisa una figura in tonaca di sesso indeterminato, ma non c'è traccia di chi sia la tomba.